# جيريمياه راسيل
جيريمياه راسيل (بالإنجليزية: Jeremiah Russell) هو سياسي أمريكي، ولد في 26 يناير 1786 في الولايات المتحدة، وتوفي بنفس المكان في 30 سبتمبر 1867. حزبياً، نشط في الحزب الديمقراطي. وقد انتخب عضو جمعية ولاية نيويورك وانتخب عضو مجلس النواب الأمريكي.